# Jan Zurzycki
Jan Zurzycki (ur. 10 lutego 1925 w Krakowie, zm. 27 lipca 1984 tamże) – polski biolog, zajmujący się botaniką i fizjologią roślin, profesor Uniwersytetu Jagiellońskiego, członek rzeczywisty Polskiej Akademii Nauk, członek zagraniczny Niemieckiej Akademii Przyrodników Leopoldina.

## Życiorys
Podczas wojny pracował w Krakowskiej Fabryce Maszyn „Zieleniewski i Fitzner-Gamper”. W 1945 roku rozpoczął studia na Wydziale Matematyczno-Przyrodniczym UJ. Już podczas studiów rozpoczął pracę dydaktyczną, po ich ukończeniu w 1948 został zatrudniony na stanowisku asystenta w Katedrze Fizjologii Roślin UJ, kierowanej przez profesora Franciszka Górskiego. W 1950 roku, w wieku 25 lat, uzyskał stopień doktora nauk przyrodniczych, a następnie w 1963 roku, w wieku 38 lat, tytuł profesora nadzwyczajnego. Od 1967 roku kierownik Katedry Fizjologii Roślin UJ. W 1969 roku powołany na członka korespondenta Polskiej Akademii Nauk (od 1980 roku członek rzeczywisty). W 1971 roku uzyskał tytuł profesora zwyczajnego, a w 1977 roku został członkiem zagranicznym Niemieckiej Akademii Nauk Przyrodniczych „Leopoldina”. 
W 1970 roku został pierwszym dyrektorem nowo powołanego Instytutu Biologii Molekularnej UJ. Po śmierci profesora Zurzyckiego aż do przekształcenia w Wydział Biochemii Biofizyki i Biotechnologii UJ Instytut Biologii Molekularnej nosił jego imię.

## Praca naukowa
Pierwsze prace Jana Zurzyckiego dotyczyły rozmieszczenia porostów w Krakowie i ich roli jako wskaźników zanieczyszczenia powietrza. Szybko jednak głównym przedmiotem zainteresowań profesora Zurzyckiego stały się indukowane światłem ruchy chloroplastów. Był światowej klasy ekspertem w tej dziedzinie, autorem wielu ważnych prac, m.in. zmierzył widmo czynnościowe tej reakcji.